# Кука (Галац)
Кука (рум. Cuca) насеље је у Румунији у округу Галац у општини Кука. Oпштина се налази на надморској висини од 164 m.

## Становништво
Према подацима из 2002. године у насељу је живело 2582 становника, од којих су сви румунске националности.